# GOOD TIMES (真心ブラザーズのアルバム)
『GOOD TIMES』（グッド・タイムス）は、真心ブラザーズの8枚目のオリジナルアルバム。1999年8月25日にKi/oon Recordsから発売された。

## 解説
前作のオリジナルアルバムから1年4か月ぶりに発売された。
キャッチコピーは、「『KING OF ROCK』の再来!?」。

## 収録曲
1. HARD TIMES〜GOOD TIMES
作曲・編曲：桜井秀俊
2. サティスファクション
作詞・作曲：真心ブラザーズ、編曲：桜井秀俊
21枚目のシングル。
3. 突風
作詞・作曲：YO-KING、編曲：桜井秀俊
後に、22枚目のシングルとしてシングルカットされた。
4. Body as Machine
作詞・作曲・編曲：桜井秀俊
5. M.R.F.
作詞・作曲：YO-KING、編曲：YO-KING・アパッチ田中
6. Freeway Scream
作詞・作曲・編曲：桜井秀俊
7. NO BRAIN ROCK
作詞・作曲：YO-KING、編曲：桜井秀俊
8. FLYING BABY
作詞：YO-KING、作曲・編曲：桜井秀俊
後に、22枚目のシングルのカップリング曲としてシングルカットされた。
9. EVERYBODY SINGIN' LOVE SONG
作詞・作曲：YO-KING、編曲：桜井秀俊
20枚目のシングル。
10. Sugar
作詞・作曲・編曲：桜井秀俊
11. COSMOS
作詞：YO-KING、作曲・編曲：桜井秀俊
12. Yes Satisfaction Yes
作詞・作曲：真心ブラザーズ、編曲：桜井秀俊